# Glamour (banda)
Glamour va ser un grup musical format en 1980 a la ciutat de València, per músics que havien estat en grups com Doble Zero o La Banda de Gaal. Des del primer moment van adoptar l'estètica i el so dels new romantic, sent un dels primers grups de l'estat espanyol d'aquest estil. La seua primera cançó Imágenes es va convertir en un dels temes més representatius d'aquest moviment. Van publicar dos àlbums i es van separar en 1984. Els seus components van formar part després d'altres grups com Ceremónia o Comité Cisne.

## Història
Glamour són considerats com els pioners del so i l'estètica dels nous romàntics a l'estat espanyol. El grup naix amb músics provinents d'altres grups com La Banda de Gaal, del qual provenien Luis Badenes (cantant), José Luis Macías (teclats) i Remi Carreres (baix) i de Doble Zero, del qual provenien Adolfo Barberá (guitarra) i José "Nano" Payá (bateria).
Al novembre de 1981 es publica el seu primer àlbum Imágenes, al qual s'incloïa la cançó del mateix nom que va ser un gran èxit a l'època. Les seues cançons i la seua estètica estaven fortament influenciades per grups del Regne Unit com Spandau Ballet, Duran Duran, Ultravox, Visage, Japan o Soft Cell.
En 1983 es va publicar el seu segon àlbum Guarda tus lágrimas amb un estil molt similar al seu àlbum de debut, encara que cap tema va aconseguir la repercussió del senzill Imágenes del disc anterior. El disc va passar relativament desapercebut.
Al començament de 1984 el grup anuncia la seua separació i els seus components passen a formar part de nombrosos projectes.
Adolfo Barberà i José Payá es van unir al grup valencià de post-punk Ceremónia que només va arribar a gravar un mini-àlbum.
José Luis Macías va formar part dels grups valencians de tecno-pop Tomates Eléctricos i Última Emoción i al costat de Remi Carreres i Carlos Goñi va fundar Comité Cisne. Luis Badenes va publicar en 2001 l'àlbum en solitari Tes Fantaisies.

## Discografia

### Àlbums
- Imágenes (1981).
- Guarda tus lágrimas (1983).

### Senzills
- Imágenes (1981).
- En soledad (1981).
- Guarda tus lágrimas (1983).
- Intento olvidar (1983).